# АБАС Софтуер
ABAS Software AG е компания, занимаваща се с разработката на софтуер със седалище в Карлсруе, която участва в голям брой немски и международни предприятия. Компанията е основана през 1980 г. и се специализира в разработката на ERP системи. В международен план около 50 партньора отговарят за дистрибуцията и внедряването на софтуера.

## Профил на компанията
Основната дейност на ABAS Software AG е развиването на гъвкав ERP и eBusiness софтуер за малки и средни предприятия с до 1000 служителя. Основаната от студенти компания се превръща в група от компании. В ABAS Software AG в Карлсруе работят около 110 служители, а общо с над 50-те партньора на АБАС по цял свят броят на служителите достига 600 души. Партньорската мрежа на компанията постоянно се разраства, като към момента тя има партньори в Германия, България, Австрия, Румъния, Полша, Турция, Чехия, Франция, Италия, Испания, Египет, Йордания, ОАЕ, Саудитска Арабия, Иран, Сирия, Индонезия, Индия, Шри Ланка, Малайзия, Сингапур, Виетнам, Тайланд, Китай, Хонг Конг, Австралия, Мексико и САЩ.

## Основен продукт
Основният продукт е АБАС Бизнес Софтуер – ERP софтуер за малки и средни предприятия. Функциите му обхващат покупки, продажби, финансово счетоводство, планиране, калкулации и др. В международен план софтуерът се използва в разнообразни браншове, като машиностроене, автомобилостроене, мебелна промишленост, производство на медицинска апаратура, металообработваща промишленост, производство на пластмасови изделия, опаковане, търговия, услуги, комуникации и др. В България той е внедрен в сферата на производство на мебели, оптика, приборостроене, търговия на едро и дребно, комуникационни услуги, текстил и др.
Сред характеристиките на продукта са:
- Висока степен на адаптивност на софтуера към спецификата на бизнеса на клиента;
- 7-стъпкова методология на внедряване на системата, която осигурява прозрачност и лесен контрол върху напредъка на проекта;
- Многоезичност на потребителския интерфейс и генерирания от системата документооборот;

Системата е в употреба по цял свят (включително Китай и арабският свят). По данни на производителя тя може да бъде използвана на 28 езика и работи на над 3300 инсталации, върху Linux или Windows сървъри.

## Операционни системи
Системата работи под Linux, UNIX и Windows. Също така е възможно използването на Windows за клиентската част и Linux при сървърната част.

## Клиенти
Сред клиентите на ABAS са Lufthansa LEOS, Würth Elektronik, AEG, Schmalz и много др.

## История на компанията

### 19 юни 1980
Abakus GmbH Gesellschaft für datenverarbeitende Systeme(първоначалното име на компанията) е основана от студенти, сред които Петер Форшт и Вернер Щруб. Компанията се намира на Карлсщрасе в Карлсруе (Германия).

### 1992
АБАС създава свои филиали в Алценау и Берлин.

### 1993
За пръв път ABAS има свой щанд на CeBit.
Филиалите в Алценау и Берлин стават независими затворени корпорации и партньори на ABAS Software AG. Партньорската мрежа в Германия се разширява.
ABAS прави първи връзки с други държави, например Чехия и Австрия.

### 1994
Компанията е преименувана на ABAS Software GmbH.

### 17 декември 1996
ABAS Software GmbH и SYSTEM III се сливат и формират ABAS Software AG. Служителите имат дялово участие.

### 1998
Първи партньори от държави извън немскоговорещата зона (Унгария, Турция).

### 2001
Нови партньорства във Франция, Испания и Индонезия.

### 2002
Разпространение в САЩ.

### 2003
Нови партньорства в България, Холандия, Румъния, Италия, Латинска Америка, Австралия, Малайзия и Китай.

### 2004
Нови партньорства в Турция, Полша, Саудитска Арабия, Йордания, Египет и ОАЕ.

### 2005
На своята 25-а годишнина, партньорската мрежа на ABAS се разпростира в 25 държави.

### 2008
Броят на държавите, в които ABAS има партньор достига 27, а общия брой на партньорствата – 52.

### 2009
Моножество успешни международни проекти и нови партньори в Бразилия и Арабските страни.

### 2011
Нови партньортсва и прдължаваща международна експанзия

### 2013
Abas Software AG и основия партньор abas Projectirung се сливат под шапката на Abas Software. Компанията се разраства двойно.

### 2015
С постоянен темп на развитие abas групата вече е в 29 страни с 65 локации и над 1000 експерта.